# Beton celular autoclavizat

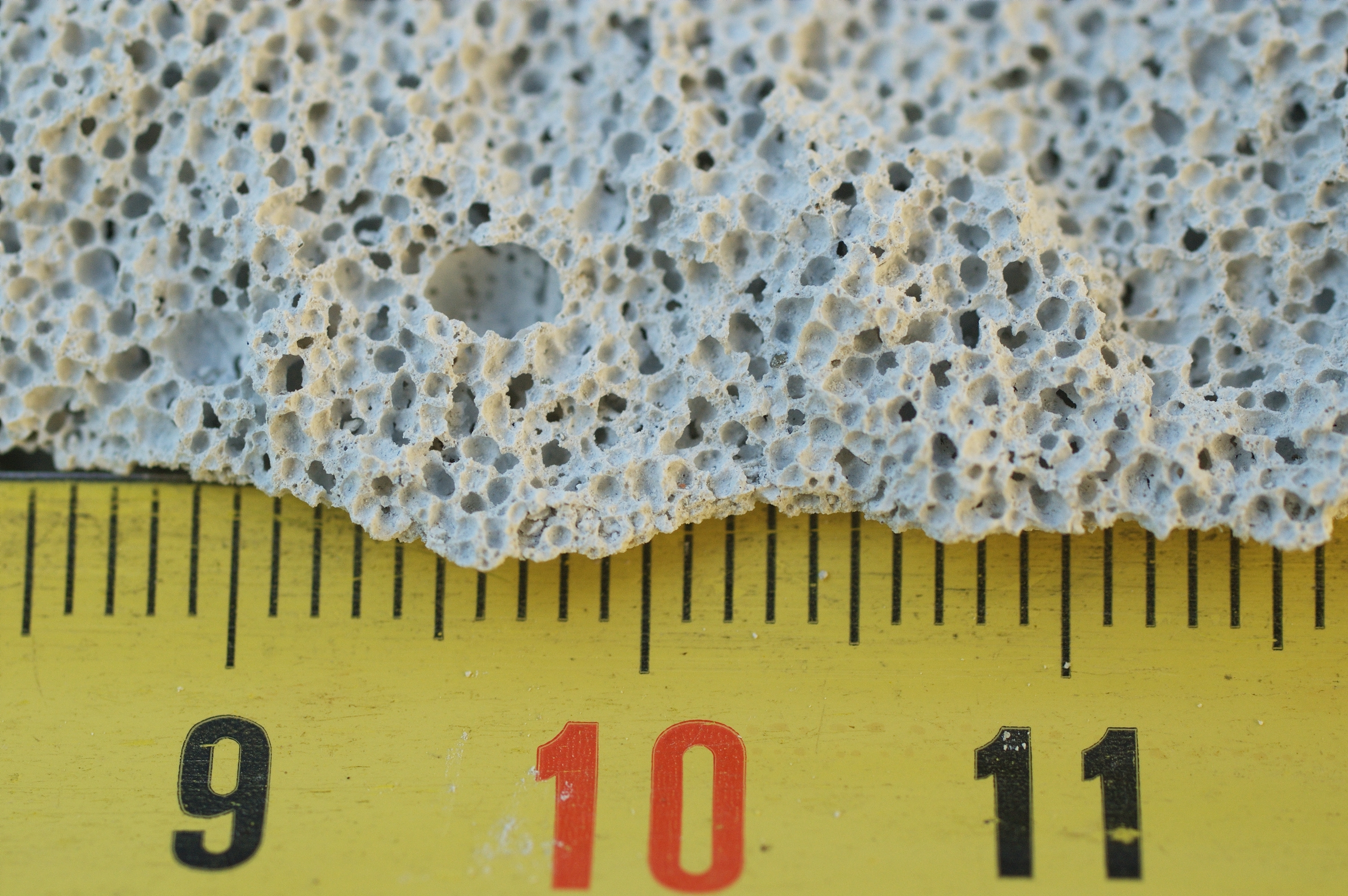
Beton celular autoclavizat - de aproape

Betonul celular autoclavizat (BCA) a fost produs pentru prima data in Yxhult, Suedia, de către arhitectul și inventatorul suedez Johan Axel Eriksson. Este un material prefabricat ușor, fiind utilizat în construcții, pentru a întări structura, izolare, este rezistent la foc și mucegai. BCA-ul se produce sub formă de blocuri, panouri de pereți, podea și panouri pentru acoperiș, și buiandrugi.
Fiind un bun izolator termic, pentru materiale pe bază de beton, se folosește în construcții, atât în interior cât și în exterior. Pe lângă capacitatea de izolare, un alt avantaj al BCA-ului în construcții este ușurința în folosire, deoarece materialul poate fi șlefuit și tăiat la dimensiune, cu ușurință, cu ajutorul fierăstrăului circular sau cu fierăstrăul manual.
Fiind produs de peste 70 de ani, BCA-ul oferă un impact redus asupra mediului, în toată durata de viață, de la prelucrarea materiei prime până la eliminarea deșeurilor. Faptul că BCA-ul este de până la cinci ori mai ușor decât betonul, duce la reduceri semnificative ale emisiilor de CO2 în timpul transportului.
În plus, BCA-ul permite tăierea exactă, ceea ce minimizează generarea de deșeuri solide în timpul utilizării. Spre deosebire de alte materiale de construcții BCA-ul poate elimina folosirea altor produse de izolație, care sporesc impactul asupra mediului și costurile de construcție.

## Fabricare
Betonul celular autoclavizat este obținut dintr-un amestec de nisip, ciment, var, ghips, apă și un agent de expandare, care îi conferă structura poroasă. După prima fază de fabricație, BCA-ul este supus unui tratament termic în autoclavă, la presiune și temperatură ridicate.

## Istoric

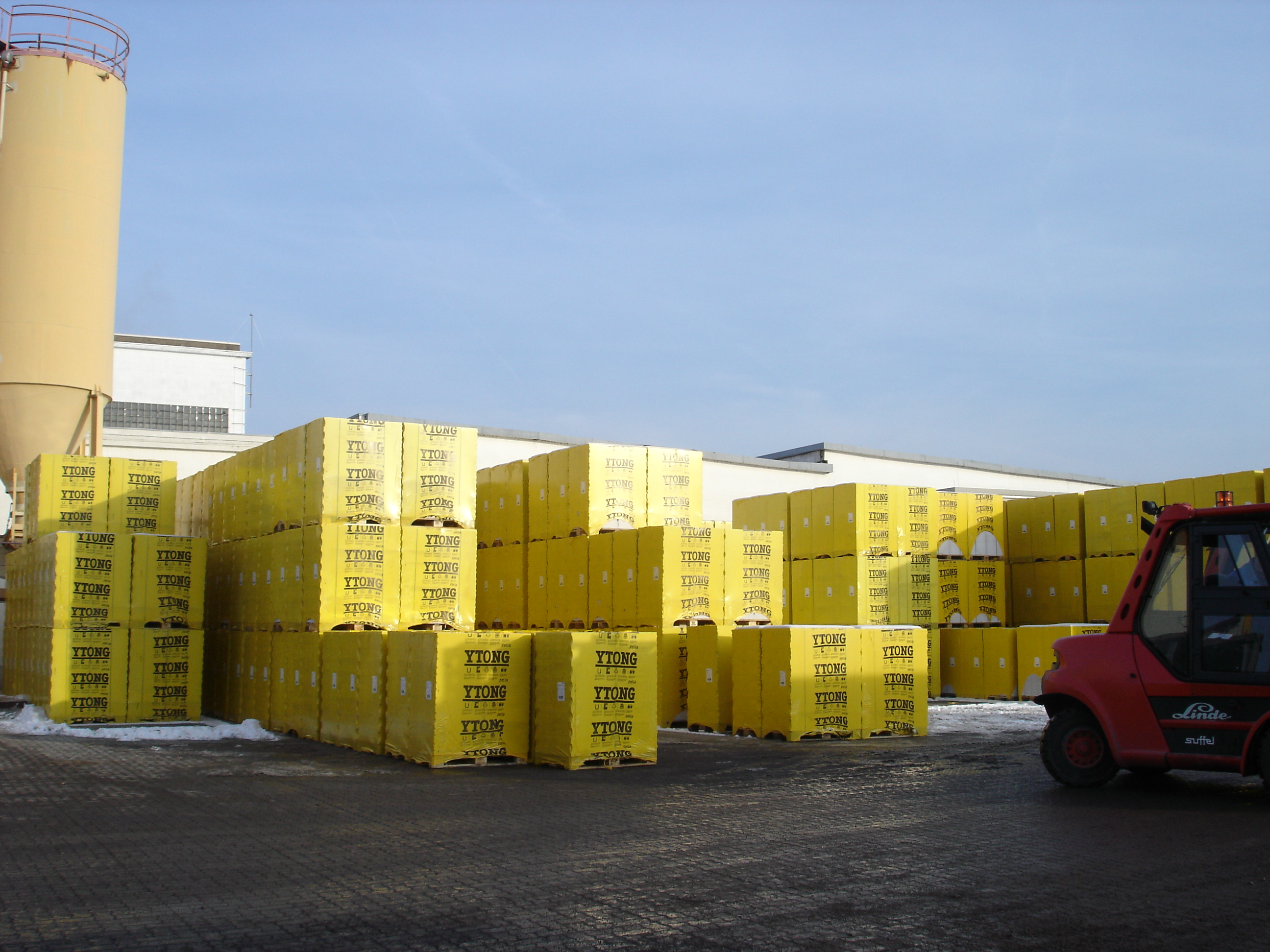
Blocuri de BCA tip Ytong, depozitate (ambalate în folie)

Acest material de construcție a fost perfecționat în anii 1920 de către Dr. Johan Eriksson Axel, în colaborare cu profesorul Henrik Kreuger de la Institutul Regal de Tehnologie din Stockholm,  Suedia. Aceasta a intrat în producție și a devenit foarte popular, din anul 1929. În 1940 Josef Hebel a deschis prima fabrică de producție industrială.
Și alți producători preiau ideea, astfel că pe piață încep să apară produse similare. Pentru a învinge concurența, în 1940, Karl August Carlén are ideea de a crea un nume pentru produsul său. Astfel, combinând denumirea localității în care se afla, Yxhult, și denumirea suedeză pentru BCA – Gasbetong, obține denumirea pentru produsul său revoluționar, cunoscut astăzi peste tot în lume ca YTONG: Yxhult + Gasbetong = YTONG
Ytong este un amestec de materii prime naturale ecologice: nisip, var, ciment și apă, care devine solid, dur, stabil dimensional și ignifug în urma procesului de fabricație. Firma concurentă Siporex utiliza alte materii prime.
BCA-ul este astfel  primul material de construcție care reunește toate beneficiile existente în alte materiale de construcție: simplu de prelucrat și ușor precum lemnul, rezistent la foc și durabil ca o caramidă și cu aceleași proprietăți ecologice de neegalat ca ale silicatului de calciu.

## În România
În anul 2014 în România existau zece fabrici de BCA funcționale cu capacități totale de producție de 3,5 milioane de metri cubi, în timp ce piața de cărămidă avea de o capacitate de 3,8 milioane de metri cubi.
În anul 2013 în România s-a produs un volum de BCA de aproximativ 1,9 milioane metri cubi, în valoare de circa 70 milioane euro.
În anul 2009, consumul de BCA era evaluat la 2 milioane de metri cubi, cu o valoare totală de 120 milioane euro.
În anul 2007, prețul mediu al unui metru cub de BCA era de 70 de euro iar consumul total de BCA era estimat la circa 170-180 de milioane de euro.